# Bouffignereux
Bouffignereux är en kommun i departementet Aisne i regionen Hauts-de-France i norra Frankrike. Kommunen ligger  i kantonen Neufchâtel-sur-Aisne som ligger i arrondissementet Laon. År 2022 hade Bouffignereux 95 invånare.

## Befolkningsutveckling
Antalet invånare i kommunen Bouffignereux
Referens: INSEE